# Mad Vallis
La Mad Vallis è una struttura geologica della superficie di Marte.